# Rendez-vous avec Maurice Chevalier n°2
Série
Rendez-vous avec Maurice Chevalier n°1 Rendez-vous avec Maurice Chevalier n°3
Pour plus de détails, voir Fiche technique et Distribution.
Rendez-vous avec Maurice Chevalier n°2 est un court métrage français réalisé par Maurice Régamey en 1957.

## Synopsis
Maurice Chevalier rend visite à plusieurs artistes pour évoquer leur œuvre.

## Fiche technique
- Réalisation : Maurice Régamey
- Production : Jean Jay et Alain Poiré
- Photographie : Willy Faktorovitch et Jean Lehérissey
- Montage : Denise Natot
- Pays :  France
- Format : Noir et blanc - Mono
- Genre : Film musical
- Durée : 23 minutes
- Année de sortie : 1957

## Chansons
- Mets Deux Thunes dans l'Bastringue (1954)
  - Musique et paroles : Jean Constantin
  - Interprétation : Jacques Pills

- La Goualante du Pauvre Jean (1954)
  - Musique : Marguerite Monnot
  - Paroles : René Rouzaud
  - Interprétation : Édith Piaf

- La Vie en rose (1946)
  - Musique : Louiguy
  - Paroles et interprétation : Édith Piaf

- À Barcelone (1941)
  - Musique : Henri Betti
  - Paroles et interprétation : Maurice Chevalier

- Parlez-moi d'amour (1930)
  - Musique et paroles : Jean Lenoir
  - Interprétation : Jean-Claude Pascal

- Mon p'tit Moustique (1954)
  - Musique : Henri Betti
  - Paroles : André Hornez
  - Interprétation : Maurice Chevalier

## Anecdote
Avant que Maurice Chevalier interprète Mon p'tit Moustique, il fredonne trois chansons composées par Henri Betti : La Chanson du maçon, Le Régiment des mandolines (paroles de Maurice Vandair) et C'est si bon (paroles d'André Hornez).